# Colegio Suizo de Madrid
El Colegio Suizo de Madrid (CSM; en alemán: Schweizer Schule Madrid) es un colegio internacional suizo situado en Alcobendas, Comunidad de Madrid, España.
Imparte clases a alumnos desde preescolar hasta Bachillerato/Gymnasium (escuela secundaria). El pre-kindergarten comienza a la edad de 2 años y termina con el título de la “Madurez Suiza”, el cual abre el acceso a las universidades de prestigio internacional de Europa. Están incluidas también las españolas, computando esta prueba suiza como nota de selectividad, reconocida por todas las Universidades de España.
Fue fundado en 1968.
La formación de sus alumnos se basa en la educación suiza multilingüe con el alemán como idioma principal, además del inglés, francés y el español.
Los tres pilares de enseñanza son:
- Competencia académica.
- Competencia social.
- Competencia personal.

Es un Centro con un ambiente familiar. En su ideario se fomentan valores como la autonomía, la tolerancia, la integridad y la creatividad, como piezas clave para lograr un pleno desarrollo personal.
Tras una primera sentencia favorable el colegio fue condenado por acoso escolar por parte de la Audiencia de Madrid
Este Colegio destaca, en los últimos años, por ser pionero en la implantación de modelos de mediación entre iguales. Destaca el proyecto Peacemakers
El Colegio, además de las clases lectivas, ofrece diferentes servicios entre los que destacan:
- Servicio de comedor: Ofrece menús a todos los niños escolarizados en el Colegio. Dichos menús están supervisados por una nutricionista. Ofrece dos primeros platos y dos segundos elaborados en la propia cocina del Colegio, además de fruta y postre.
- Servicio de actividades extraescolares: donde destacan la extraescolar "Estudio", espacio tutelado por un profesor del Colegio para que los estudiantes repasen, hagan los deberes y estudien. Además, otras extraescolares como "Danza española", "Esgrima" o "Natación" complementan su programa
- En los últimos 15 años, la Escuela de Música del Colegio Suizo de Madrid es coordinada por Collegium Musicum
- Biblioteca: cuenta con un amplio fondo de títulos, la mayoría en alemán, además de vídeos y audiobooks.
- Otros Servicios: Escuela de padres, Departamento de Orientación, Servicio de intercambio escolar de estudiantes con Suiza y Alemania, y ruta escolar.